# Gebsattel
Gebsattel là một đô thị ở huyện Ansbach bang Bayern nước Đức. Đô thị Gebsattel có diện tích 19,12 km², dân số thời điểm ngày 31 tháng 12 năm 2006 là 1812 người.